# تشارلز جي. فوغارتي
تشارلز جي. فوغارتي هو سياسي أمريكي، ولد في 15 سبتمبر 1955 في بروفيدنس في الولايات المتحدة. نشط حزبياً في الحزب الديمقراطي. وقد انتخب عضو مجلس ولاية رود آيلاند ‏.